# Continuum International Publishing Group
Continuum International Publishing Group — научное книжное издательство со штаб-квартирами в Лондоне и Нью-Йорке. Возникло в 1999 году в результате слияния издательских компаний Cassell, Athlone Press и The Continuum Publishing Company. Athlone Press было основано в 1948 году как официальное издательство Лондонского университета и в 1979 году продано Bemrose Corporation. Continuum публиковало более 500 книг в год. В 2003 году Continuum приобрёл лондонское издательство Hambledon & London. В 2012 году как независимое издательство оно было ликвидировано и приобретено Bloomsbury Publishing, став импринтом Bloomsbury Academic. Независимое издательство специализировалось на публикации литературы по гуманитарным наукам: философии, кинематографу, музыке, литературе, лингвистике, богословию и религиоведению; аналогичную продукцию выпускает и современный импринт.